# سردار سرمست
سردار سرمست آهنگساز و نوازنده پیانو و آکاردئون و ترومپت است. او یکی از اولین نوازندگان جز فعال بعد انقلاب و با سابقه‌ترین پیانیست‌های جز در ایران است.
سرمست دانش‌آموخته دانشگاه هنر در رشته نوازندگی ساز پیانو است. اوایل دهه ۸۰ عضو گروه راک ۱۲۷ شد و همچنان عضو این گروه است. او مدتی در آمریکا نوازنده یک گروه جز بود. سپس به ایران برگشت و با ارکسترها و گروه‌های موسیقی مختلف از قبیل گروه کر شهر تهران و ارکستر فیلارمونیک تهران، ماکان اشگواری، گروه کماکان، گروه پالت همکاری داشته است. او همچنین گاهی به عنوان نوازنده مهمان با بمرانی هم می‌نوازد.
او در کنسرت نمایش عشق روزهای کرونا (محمد رحمانیان)، و نمایش‌های هفت مجلس در عزا و معجزه (رحمانیان)، سه خواهر و دیگران (حمید امجد) و فیلم‌های سه زن، رضا و  فروشنده و مجموعه نمایش خانگی مگه تموم عمر چندتا بهاره فعالیت داشته است.